# Chrysobalanaceae
Chrysobalanaceae R.Br., 1818 è una famiglia di piante angiosperme dicotiledoni tradizionalmente assegnata all'ordine Rosales, che la moderna classificazione filogenetica colloca nell'ordine Malpighiales.

## Tassonomia
La famiglia comprende i seguenti generi:
- Acioa Aubl.
- Afrolicania Mildbr.
- Angelesia Korth.
- Atuna Raf.
- Bafodeya Prance ex F.White
- Chrysobalanus L.
- Cordillera Sothers & Prance
- Couepia Aubl.
- Dactyladenia Welw.
- Exellodendron Prance
- Gaulettia Sothers & Prance
- Geobalanus Small
- Grangeria Comm. ex Juss.
- Hirtella L.
- Hunga Prance
- Hymenopus (Benth.) Sothers & Prance
- Kostermanthus Prance
- Leptobalanus (Benth.) Sothers & Prance
- Licania Aubl.
- Magnistipula Engl.
- Maranthes Blume
- Microdesmia (Benth.) Sothers & Prance
- Moquilea Aubl.
- Neocarya (DC.) Prance ex F.White
- Parastemon A.DC.
- Parinari Aubl.
- Parinariopsis (Huber) Sothers & Prance